# イタリア語
イタリア語（イタリアご、italiano [itaˈljaːno] ( 音声ファイル), lingua italiana）は、インド・ヨーロッパ語族イタリック語派に属する言語の1つで、おおよそ6千万人ほどが日常的に使用しており、そのほとんどがイタリアに住んでいる。後置修飾で、基本語順はSVO。イタリアは漢字で「伊太利亜」と表記することから、「伊太利亜語」を略記し伊語（いご）と呼ばれている。

## イタリア語圏
イタリア語はイタリア、サンマリノ共和国で公用語として定められている。スイスではティチーノ州全域とグラウビュンデン州（グリジョーニ州、Grigioni）の一部（州南端のイタリアと国境を接するベルニナ地区、モエーザ地区、およびマローヤ地区の一部、特に自治体ブレガリア）がイタリア語圏であり、スイス全体としても公用語になっている。
また、スロベニアとクロアチアをまたぐイストリア半島には少数のイタリア語話者住民がおり、スロベニア側では駅の案内板や道路標識などがスロベニア語とイタリア語の両語併記である。フランスのコルシカ島ではイタリア語の方言であるコルシカ語が使用されている。
バチカン市国では、公用語であるラテン語の他に、イタリア語が一般の業務用語として使用される。また、その昔はクラシック音楽の楽譜に書き込む楽語はイタリア語が公用語として長く守られてきており、後の時代に作曲家がそれぞれの母語をも混合して楽譜に盛り込むようになってからも、基本的な伝統的楽語はイタリア語によって書き記されている。

### イタリア語を公用語としている国
- イタリア
- サンマリノ
- スイス（ドイツ語、フランス語、ロマンシュ語と併用）

### 公用語ではないが、イタリア語が使用されている地域

世界でイタリア語が話されている地域を示した地図。
公用語としている地域
公用語ではないが普及している地域
イタリア系移民が密集している都市

#### 欧州・アフリカ
- ドイツ
- イギリス
- ベルギー
- ルクセンブルク
- フランス（ニース・コルシカなど）
- クロアチア
- スロベニア
- アルバニア
- バチカン
- マルタ
- モナコ
- リビア
- エリトリア
- ソマリア

#### 北南米・その他
- アメリカ合衆国
- カナダ
- ウルグアイ
- ブラジル
- アルゼンチン
- ベネズエラ
- オーストラリア

## 方言

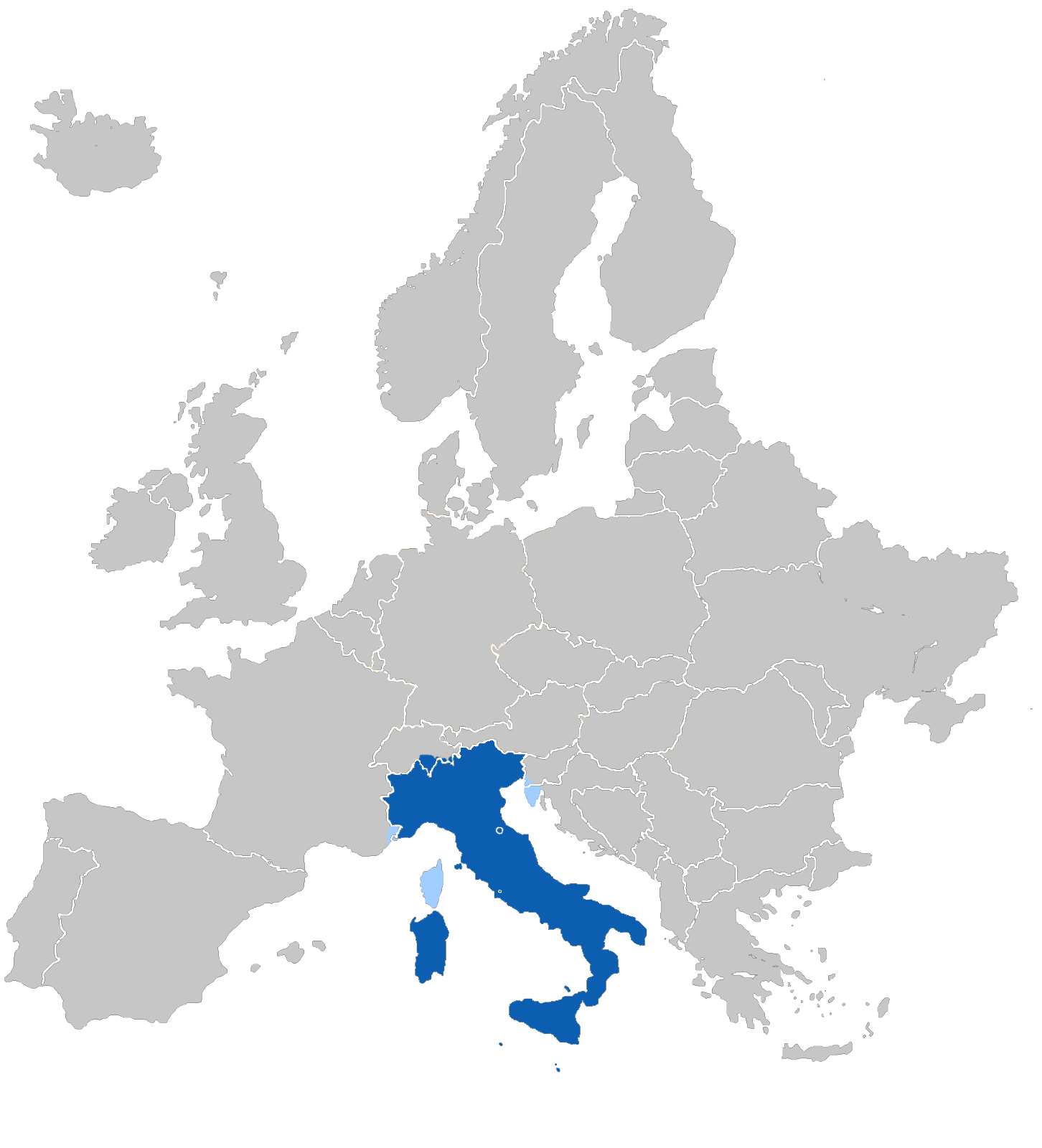
イタリア地方とその周辺地域におけるイタリア語分布図

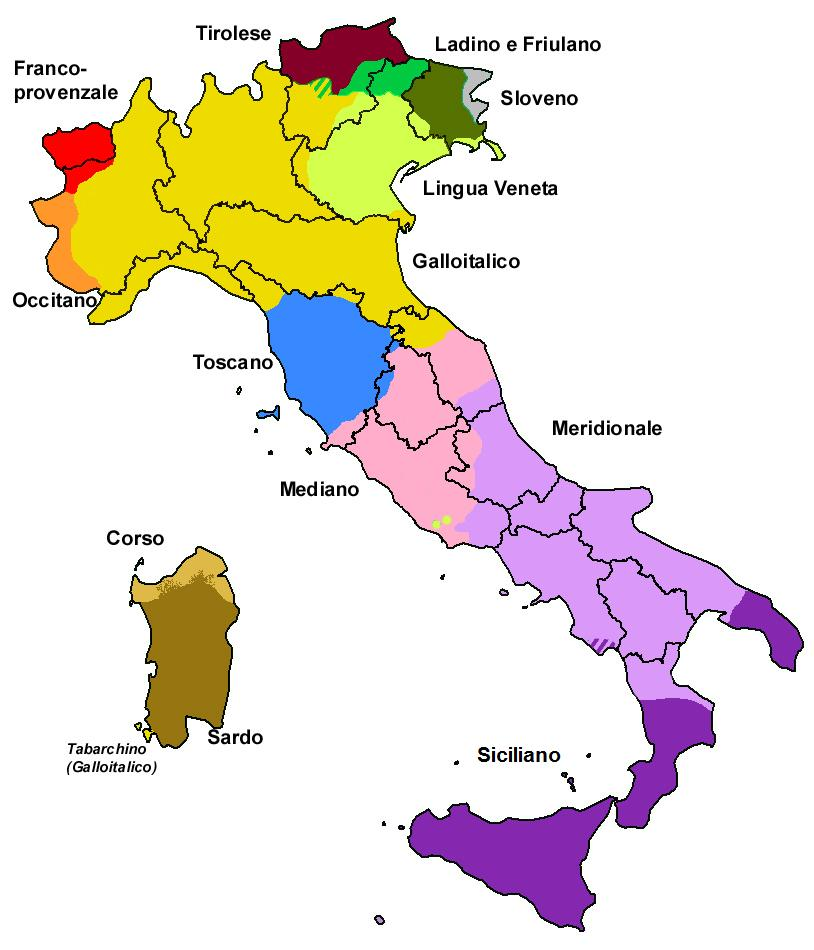
イタリア語の方言分布。方言を独立言語と見るかの議論が盛んになっている。

イタリア語の方言は大きく北部方言・中南部方言に大別でき、ラ・スペツィア＝リミニ線が等語線となっている。そこからさらに北西部・北中部方言、北東部方言、中部方言、南部方言、周辺島嶼の方言に分けられる。イタリアは西ローマ帝国滅亡以降、政治的分裂が長らく続いたため、各地域毎の方言差が大きくなったとされる。これは同じく長年にわたって領邦国家時代が続いたドイツが多数の方言と地方言語を抱えている状況と似ている。
イタリア本国の国語教育および他国のイタリア語教育の場において盛んに用いられている標準イタリア語は、そうした各地の方言の中で最も周辺国の言語（フランス語やスペイン語など、イタリア地方と歴史的に縁深い国の言葉）の影響を受けていない中央イタリアのトスカーナ方言にナポリ方言・シチリア方言の語彙を取り入れたもので、統一後の標準語政策によって盛んに広められた（詳しくは方言#イタリアの方言政策を参照）。そのため、現在イタリア国民のほとんどは標準イタリア語の話者となっている。しかし一方でローカリズム運動の高まりもあって、方言の中でも独自性の強いものについては、独立した地位を与え保護すべきかどうかの議論が進められている。具体的にはシチリア語、ナポリ語、ヴェネト語、ガロ・イタリア語などが例に挙げられ、高齢層を中心にイタリア国民の4割が標準イタリア語と共にそうした地域独自の言語を理解できるという。都市部などでは現地化した標準イタリア語に取って代わられている。
各方言を言語とすべきとする論者の中でも、十数個の細かい言語へ分類するのか、あるいはある程度まとまりのある規模（北イタリア語、ガロ・イタリア語など）にすべきか意見が分かれている。またこうした議論の一方で、イタリアにおける各地域の話し言葉が（1つの言語体系としてまとめるには少ないとしても）一定の共通点を持つことについての異論はなく、「イタリア諸語」という表現をする地域主義者も存在する。

### 方言一覧
各方言の特徴は中世以降の歴史的経緯もさることながら、ラテン人によるイタリア統一前に居住していた他の古代イタリア人やギリシャ人植民者の用いた言葉の影響も存在しており、これらは俗ラテン語時代を通じて現在に残っている。
- 北部イタリア語（ガロ・イタリア語・パダーニャ語などとも呼ばれる） 
  - チザルピナ語（仮の分類）
    - ピエモンテ方言(piemontese) - トリノ
    - ベルガモ方言(bergamasco) - ベルガモ
    - ロンバルディア方言(lombardo) - ミラノ、スイスティチーノ州
    - ジェノヴァ方言(genovese)またはリグーリア方言(ligure) - ジェノヴァ
    - エミリア方言(emiliano)とロマーニャ方言(romagnolo) - ボローニャ、パルマ

  - ヴェネト方言(veneto) - ヴェネツィア、パドヴァ、ヴェローナ、トレントなどヴェネツィア共和国の領域。共和国時代に様々な国と貿易をしていたためか、影響を受けた他言語の数が比較的多い。
- 中南部イタリア語（イタロ・ダルマチア語などとも呼ばれる）
  - トスカーナ語(toscano) - フィレンツェ、ピサ、シエナ（標準イタリア語の基本となった。その点でイタリア語が「トスカーナ語の方言」とする考え方もある。）
  - 中央イタリア諸方言（トスカナ語と極めて近く、緊密な方言連続体を形成している）
    - ローマ方言(romanesco) - ローマ
    - ウンブリア方言(umbro)
    - マルケ方言(marchigiano) - マルケ州
    - コルシカ北東方言(cismontano) - コルシカ島北東部
    - コルシカ南西方言(oltramontano) - コルシカ島南西部

  - イストリア方言(istriano) - イストリア半島西部。
  - サルデーニャ方言(sardo) - サルデーニャ島
  - ナポリ諸方言（オスク語の影響があると考えられている）:
    - アブルッツォ方言(abruzzese) - ペスカーラ
    - カンパーニア方言(campano) - ナポリ
    - ルカニア方言(lucano)

  - シチリア諸方言（古代から中世にかけてはギリシア系住民が多かった地域であり(マグナ・グラエキア)、ギリシア語の影響があると考えられている） :
    - サレント方言(salentino) - レッチェ
    - カラブリア方言(calabrese) - レッジョ・ディ・カラブリア
    - シチリア方言(siciliano, sicilianu) - パレルモ。アラビア語の影響も見られる。

## 文字
アルファベート(alfabeto)と呼ばれるラテン文字アルファベットの26文字を使用する。この内、母音字の A、E、I、O、U にはアクセント符号を付ける場合があるが、辞書上ではアクセント符号を付けない文字と同じ文字として扱う。
K, J, X, Y は人名や地名、方言、外来語で使用する。W は古来の文字ではないので英語やドイツ語からなどの外来語で使用する。このため通常使用文字は21文字ともいえる。
読み方は1文字だけ強調する場合は A を「アー」の様に伸ばすことも多い。イタリア語で良く使う文字の読み方は規則的だが、X 以外のあまり使われない文字の読み方は長く、1つに確定していない。
電話などでの綴り伝達法ではイタリアの都市の名を使い「アンコーナのA」のように使用するが、H は1文字目が H の都市名が無いため外来語の hotel を使用している。K, J, Y は外来語の一般名詞、W, X は固有名詞を使う。
辞書での単語の順は26文字を表の順（英語と同じ）に並べる。母音字のアクセント符号の有無は順に影響しない。
大文字は、文章において文の先頭や固有名詞の先頭の1文字に使用する。代名詞などの敬称の先頭文字も大文字とする。
碑文、見出し、本の題名、漫画のふきだし、手紙、落書きなどにおいては、文全体が大文字で書かれることもある。
最近の文字の使用方法では、携帯電話のメッセージや電子メールなどで文字数を少なくする用途で、「X」を「per」（掛け算の記号から）、「6」を「sei」（essere の現在第二人称単数形）などと読ませた文章を作成することもある。イタリア語では通常「k」を使用しないが「ch」を「k」と置き換えることもある。よって「perché」が「xke」となる。
15世紀のイタリア詩人のジャン・ジョルジョ・トリッシーノは、イタリア語の音素をより完璧に識別するための独自の正字法を提案したことがあるが、これは普及しなかった。
| 文字   | 文字   | 読み                    | 読み                                   | 電話での綴り伝達（意味）    |
| 大文字 | 小文字 | イタリア語              | 近いカナ音写                           | 電話での綴り伝達（意味）    |
| ------ | ------ | ----------------------- | -------------------------------------- | --------------------------- |
| A      | a      | a                       | ア                                     | Ancona（アンコーナ）        |
| B      | b      | bi                      | ビ                                     | Bologna（ボローニャ）       |
| C      | c      | ci                      | チ                                     | Como（コモ）                |
| D      | d      | di                      | ディ                                   | Domodossola（ドモドッソラ） |
| E      | e      | e                       | エ                                     | Empoli（エンポリ）          |
| F      | f      | effe                    | エッフェ                               | Firenze（フィレンツェ）     |
| G      | g      | gi                      | ジ                                     | Genova（ジェノヴァ）        |
| H      | h      | acca                    | アッカ                                 | hotel（ホテル）             |
| I      | i      | i                       | イ                                     | Imperia（インペリア）       |
| J      | j      | i lunga gei iota        | イ・ルンガ ジェイ ヨータ（まれ）       | jersey（ジャージ）          |
| K      | k      | cappa, kappa            | カッパ                                 | kursaal（ホテルの広間）     |
| L      | l      | elle                    | エッレ                                 | Livorno（リヴォルノ）       |
| M      | m      | emme                    | エンメ                                 | Milano（ミラノ）            |
| N      | n      | enne                    | エンネ                                 | Napoli（ナポリ）            |
| O      | o      | o                       | オ                                     | Otranto（オトラント）       |
| P      | p      | pi                      | ピ                                     | Padova（パドヴァ）          |
| Q      | q      | cu                      | ク                                     | Quarto（クアルト）          |
| R      | r      | erre                    | エッレ                                 | Roma（ローマ）              |
| S      | s      | esse                    | エッセ                                 | Savona（サヴォーナ）        |
| T      | t      | ti                      | ティ                                   | Taranto（ターラント）       |
| U      | u      | u                       | ウ                                     | Udine（ウーディネ）         |
| V      | v      | vu vi                   | ヴ ヴィ（まれ）                        | Venezia（ヴェネツィア）     |
| W      | w      | doppia vu vu doppia     | ドッピャ・ヴ ヴ・ドッピャ              | Washington（ワシントン）    |
| X      | x      | ics                     | イクス                                 | xeres（白ワインの一種）     |
| Y      | y      | i greca i greco ipsilon | イ・グレーカ イ・グレーコ イプスィロン | yacht（ヨット）             |
| Z      | z      | zeta                    | ゼータ ツェータ                        | Zara（ザーラ）              |

## 音声
イタリア語の音節は、1個以上の子音と母音の組み合わせからなる。発音に対する綴りは、子音と母音が一対一の場合は日本語のローマ字綴りに近い（ローマ字綴りがイタリア語等のラテン系言語の母音の表記に倣っているため）。また以下に示すように発音が規則的であり、同じ綴りで発音が違うといったケースが非常に少ない。

### 母音 (vocale)

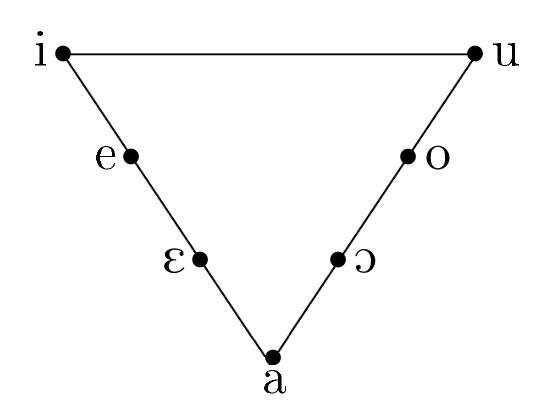
イタリア語の母音図

- 母音は a, e, i, o, u で表す。e と o に2種類の発音があるので7種類になる。
- e には強勢部のみ [e]と[ɛ], /E/がある。語末にアクセントが来た時や辞書で広狭を明確にする場合、閉口音の[e]は é, 開口音の[ɛ]は è で記述する。語末のアクセント記号は広狭にかかわらず必ず書かれる。
- o には強勢部のみ [o]と[ɔ], /O/がある。E と同様、閉口音[o]は ó, 開口音[ɔ]は ò で記述する。
- e と o の各2種類の発音は、意味の違いを表すが文脈などで区別できる場合が多く対立は弱い。

### 子音 (consonante)
|                        | 両唇 (bilabiale) | 唇歯 (labiodentale) | 歯音 (dentale) | 歯茎 (alveodentale) | 後部歯茎 (postalveolare) | 硬口蓋 (palatale) | 軟口蓋 (velare) |
| ---------------------- | ---------------- | ------------------- | -------------- | ------------------- | ------------------------ | ----------------- | --------------- |
| 閉鎖音 (occlusiva)     | p b              |                     | t d            |                     |                          |                   | k g             |
| 鼻音 (nasale)          | m                | ɱ                   | n              | n                   |                          | ɲ                 | ŋ               |
| 摩擦音 (fricativa)     |                  | f v                 |                | s z                 | ʃ                        |                   |                 |
| 破擦音 (affricata)     |                  |                     |                | ʦ ʣ                 | ʧ ʤ                      |                   |                 |
| ふるえ音 (vibrante)    |                  |                     |                | r                   |                          |                   |                 |
| はじき音 (vibrata)     |                  |                     |                | ɾ                   |                          |                   |                 |
| 側音 (laterale)        |                  |                     |                | l                   |                          | ʎ                 |                 |
| 接近音 (approssimante) |                  |                     |                |                     |                          | j                 | w               |

- 子音字は b, c, d, f, g, i, l, m, n, p, q, r, s, t, v, z を使用。
- c は a, o, u と使用された時は子音 [k] を表す。e、iと共に使用された時は子音 [tʃ], /tS/を表す。ce（チェ）、ci（チ）。
- ch はe, i と共に使用され、1つの子音[k]を表す。che（ケ）、chi（キ）。
- g は a, o, u と使用された時は子音[g]を表す。e、i と使用された時は子音 [dʒ], /dZ/を表す。ge（ヂェ）、gi（ヂ）。
- gh は e, i と共に使用され、1つの（語中では長い）子音[g]を表す。ghe（ゲ）、ghi（ギ）。
- 単独の gli は[ʎi], /Li/, 母音+gli は [ʎʎi], /LLi/の音となる。また、gli+母音の場合は "gli" 3文字で1つの子音[ʎ]を表し、さらに母音間に挟まれた場合は [ʎʎ] となる。glielo /ˈʎelo/（リェーロ）、luglio /ˈluʎʎo/（ルッリョ）。ただし gli を[gli, glj]（グリ）と読む単語もある[3]。
- gn は鼻音の[ɲ], /J/を表す。例えば gna は「ンニャ」に近い。
- h+母音は母音のみの音と同じ。
- i+母音となった時の i はアクセントでない場合、子音[j]を表す事が多い。
- q は常に u と共に使用され、qu[kw]（ク）となる。
- s は有声音[z]と無声音[s]のどちらも表す。次に来る子音が有声音の場合（sl-, sb-など）は有声で、次の子音が無声音の場合や、語頭で次に母音が来る場合、l・n・r の次に来る場合は無声音になる。ss は無声音で促音。s 単独で母音に挟まれた場合は単語により決まる。casa（家）や地名 Pisa のようにピサでもピザでも構わないというものも多い。また、発音の違いで意味の違いはない。
- sc は a, u, o と共に用いた時は二重子音[sk]だが、e, i と共に使用された時は別の1つの子音 [ʃ], /S/を表す。sce（シェ）、sci（シ）。語中では長めに発音される。
- sch は e, i と共に使用し二重子音[sk]となる。
- z は有声音[dz]と無声音[ts]のどちらも表す。語中では無声が多いが有声のこともあり、接尾辞 "-izzare" 「～化する、～にする」およびその派生形（-izzante、-izzatore など）では [idˈʣare] と有声かつ長音である。z単独で母音に挟まれた場合は無声となり促音になりやすい。それ以外では単語により有声か無声かが決まる。どちらでも構わないという単語もある。
- 半母音と拗音は i と u を母音の前に使用して表記。
- 子音字を2つ連続させて促音を表すが、rr は巻き舌が強くなる。ただし ch、gh に対応する促音は cch、ggh とする。q を重ねる語は soqquadro（混乱）などわずかしかなく、普通は acqua のように cq が使われる。
- 二重子音など子音が複数個重なることがある。fra, quattro など。

以下は子音+母音の代表的なものと、日本語の発音（カタカナ）と発音記号（括弧内）との対応表である。
日本語での発音は近いものを選んでいる。e と o についてはそれぞれ広狭の違いは割愛した。
| 子音↓＼母音→ | a                     | e                     | i                     | o                     | u                 |
| ------------ | --------------------- | --------------------- | --------------------- | --------------------- | ----------------- |
| -            | ア [a]                | エ [e]                | イ [i]                | オ [o]                | ウ [u]            |
| b            | バ [ba]               | ベ [be]               | ビ [bi]               | ボ [bo]               | ブ [bu]           |
| c            | カ [ka]               | チェ [tʃe]            | チ [tʃi]              | コ [ko]               | ク [ku]           |
| ch           | -                     | ケ [ke]               | キ [ki]               | -                     | -                 |
| ci           | チャ [tʃa]            | チェ [tʃe]            | -                     | チョ [tʃo]            | チュ [tʃu]        |
| d            | ダ [da]               | デ [de]               | ディ [di]             | ド [do]               | ドゥ [du]         |
| f            | ファ [fa]             | フェ [fe]             | フィ [fi]             | フォ [fo]             | フ [fu]           |
| g            | ガ [ga]               | ジェ [dʒe]            | ジ [dʒi]              | ゴ [go]               | グ [gu]           |
| gh           | -                     | ゲ [ge]               | ギ [gi]               | -                     | -                 |
| gi           | ジャ [dʒa]            | -                     | -                     | ジョ [dʒo]            | ジュ [dʒu]        |
| gl           | グラ [gla]            | グレ [gle]            | グリ [gli]            | グロ [glo]            | グル [glu]        |
| gli          | glia リャ [ʎa]        | glie リェ [ʎe]        | gli リ [ʎi]           | glio リョ [ʎo]        | gliu リュ [ʎu]    |
| gn           | ニャ [ɲa]             | ニェ [ɲe]             | ニ [ɲi]               | ニョ [ɲo]             | ニュ [ɲu]         |
| h            | ア [a]                | -                     | -                     | オ [o]                | -                 |
| i            | イア [ia]/ヤ [ja]     | イエ [ie]/イェ [je]   | -                     | イオ[io]/ヨ [jo]      | イウ [iu]/ユ [ju] |
| l            | ラ [la]               | レ [le]               | リ [li]               | ロ [lo]               | ル [lu]           |
| m            | マ [ma]               | メ [me]               | ミ [mi]               | モ [mo]               | ム [mu]           |
| n            | ナ [na]               | ネ [ne]               | ニ [ni]               | ノ [no]               | ヌ [nu]           |
| p            | パ [pa]               | ペ [pe]               | ピ [pi]               | ポ [po]               | プ [pu]           |
| qu           | クワ [kwa]            | クウェ [kwe]          | クウィ [kwi]          | クウォ [kwo]          | -                 |
| r            | ラ [ra]               | レ [re]               | リ [ri]               | ロ [ro]               | ル [ru]           |
| s            | サ [sa]/ザ [za]       | セ [se]/ゼ [ze]       | スィ [si]/ズィ [zi]   | ソ [so]/ゾ [zo]       | ス [su]/ズ [zu]   |
| sc           | スカ [ska]            | シェ [ʃe]             | シ [ʃi]               | スコ [sko]            | スク [sku]        |
| sci          | シャ [ʃa]             | シェ [ʃe]             | -                     | ショ [ʃo]             | シュ [ʃu]         |
| t            | タ [ta]               | テ [te]               | ティ [ti]             | ト [to]               | トゥ [tu]         |
| u            | ワ [wa]/ウア [ua]     | ウェ [we]/ウエ [ue]   | ウィ [wi]/ウイ [ui]   | ウォ [wo]/ウオ [uo]   | -                 |
| v            | ヴァ [va]             | ヴェ [ve]             | ヴィ [vi]             | ヴォ [vo]             | ヴ [vu]           |
| z            | ツァ [tsa]/ヅァ [dza] | ツェ [tse]/ヅェ [dze] | ツィ [tsi]/ヅィ [dzi] | ツォ [tso]/ヅォ [dzo] | ツ [tsu]/ヅ [dzu] |

### アクセント
イタリア語のアクセントは強弱アクセントである。
- アクセント（強勢）は単語の後ろから2番目の音節の母音にあることが多い（parossitono, parola piano など。）。Dio, io は i がアクセントである。
- 後ろから2番目の母音字の i が拗音になっている場合は、後ろから1番目の母音字と共に一つの音節を構成するため、「後ろから2番目の音節」は後ろから3番目の母音字の音節になる。Italia, dizionario, salumaio、notizia など。
- アクセントが語尾にある場合（parole tronche）はアクセント記号を付ける。città, caffè など。英語の -(i)ty に当たる接尾辞は -(i)tà となる。
- 動詞の変化形の三人称複数では後ろから3番目がアクセントになる。amano, possono など。
- アクセントが後ろから3番目に来る単語（parola sdrucciola）も多く、camera, facile, difficile, edicola, tavola などがある。人名、都市名ではこの例外が多い。Cesare は初めの e, Napoli は a, Genova は e。
- -bile, -mere など語尾の前にアクセントがつくパターンがある。
- イタリア語には弁別的な長母音は無いが、強勢の有る開音節は長音で発音されることが多いので、カタカナ表記で長音記号「ー」を入れることがある。例. carnevale [karneˈvale] カルネヴァーレ（謝肉祭）
- 例外的ではあるが、書籍などで日本人作家の名前に長音があるとラテン語の長音記号（マクロン）で表現することがある。この記号は小学校で習うローマ字の記号と同様である。

### 音韻対応
イタリア語にはラテン語と同様の二重子音があるが、他のロマンス語であるフランス語やスペイン語のそれとは異なっている。この違いから、他のロマンス語と比べて特有のアクセントがある。
ラテン語で「子音 + l + 母音」であった音は、イタリア語では l が i に変化しているものが多い。接頭辞 re- が ri- になっているものが見られる。破裂音 + s, または異なる破裂音が連続する場合は後ろの音に同化し、長子音となる（actum → atto など）。また開音節で強勢を持つ短い o の多くが uo に変化している (bonus → buono)。

## 文法
基本語順はSVOである。文法、統語法の詳細についてはイタリア語の文法を参照。

## 基本単語
<動詞は括弧内に現在一人称単数をあげる>
- 赤 rosso
- 橙 arancione
- 黄 giallo
- 緑 verde
- 青 azzurro,blu
- 紫 violetto
- 白 bianco
- 黒 nero
- 上 sopra
- 下 sotto
- 右 destra
- 左 sinistra
- 前 davanti
- 後 dietro
- 眠る dormire(dormo)
- 話す parlare(parlo)
- 飲む bere(bevo)
- 歩く camminare(cammino)
- 見る vedere(vedo)
- 感じる sentire(sento)
- 可能である potere(posso)
- 義務である dovere(devo)

## 歴史
古代のイタリア半島においては複数の古代イタリア人とも言うべき部族が存在し、それぞれが異なる言語を用いていた。その後、古代イタリア人の一派であるラテン人の国家ローマによるイタリア統一によって、彼らの言葉であるラテン語がイタリア人の公用語として普及した。ラテン語はローマの力が西欧や地中海沿岸部に広がるにつれてさらに拡大したが、公式の場で用いられるラテン語と民衆の話し言葉としてのラテン語、いわゆる民衆ラテン語（俗ラテン語とも）には若干の差異が存在したと言われている。
ローマ帝国の分裂は各地の民衆ラテン語の方言化を招き、イタリアにおいても「民衆ラテン語のイタリア方言」と呼べる言葉が成立した。イタリアにおける民衆ラテン語の方言は時間と共に変化の度合いを深め、いつしか他地域の民衆ラテン語とは明らかに異なる言語と言えるほどの変化を得た（古イタリア語）。民衆ラテン語から古イタリア語への変化がいつごろ生じたかを正確に判断することは難しく、またどのようなものであったかについての検証も、当時の欧州諸国が公用語としてラテン語を用いていたことにより文書による記録が少ないため容易ではない。しかし少なくとも10世紀頃には既に成立していたと考えられている。
イタリア語は近世のイタリア・ルネサンスにおいて、イタリア人共通の言語を形成しようとする文化人の運動の中で形成された。とりわけその主導権を握ったのはトスカーナ出身の詩人ダンテ・アリギエーリで、彼は当時古典ラテン語で書くのが一般的であった文学作品を、中央イタリア語のトスカーナ方言に南部のナポリ語・シチリア語の語彙を取り入れた言葉で執筆した。この言葉が現在のイタリア語と呼ばれる言語であるが、ダンテの作品が大きな文学的賞賛を得ながら、トスカーナ方言を中核にしたこの言葉が直ちに全土の公用語となることはなく、ダンテの死後からしばらくは死語になりかけすらした。だがバルダッサーレ・カスティリオーネらを中心とする文学者グループが再び共通語・標準語作りを呼び掛ける際、ダンテの事績を大いにたたえたことで標準語を求める動きは再加熱し、同時にダンテの「イタリア語」も脚光を浴びた。
しかしここでイタリアの文学者達に大論争が巻き起こる。カスティリオーネのグループはダンテの名声を政治的に利用しつつ、イタリアの様々な言語（おおむね今日においてはトスカーナを含む中央イタリア語、ガロ・イタリア語、ヴェネト語、ナポリ語、シチリア語、サルデーニャ語などに分けられる）を平等に配分した一種のクレオール言語を作り出そうとしていた。これに対し、ダンテは中央イタリア語以外の系統に属するイタリアの言語に配慮しつつも、あくまでトスカーナ方言が標準語になることを望んでおり、同じ目的でありながら真っ向から対立する路線であった。次第にカスティリオーネらはダンテを独善的と批判するようになり、これに標準語運動の旗印であったダンテの「トスカーナ方言をベースにした標準語運動」を進めるべきとするピエトロ・ベンボ（ヴェネツィア出身で、ペトラルカの影響を受けていた）のグループが独立、イタリア中を巻き込む一大論争に発展した。
最終的にこの論争は後者の勝利となり、カスティリオーネは退けられダンテの作った「トスカーナ地方の方言」としてのイタリア語が地位を得た。この言語は文学者や詩人たちの手でそれまで欧州全体の公用語であったラテン語に変わる形で用いられ、その公的地位を向上させた。こうしたルネサンス期のイタリア語文化は後のリソルジメントにおいて、民衆の統一を望む動きの原動力として影響力を発揮することとなる。

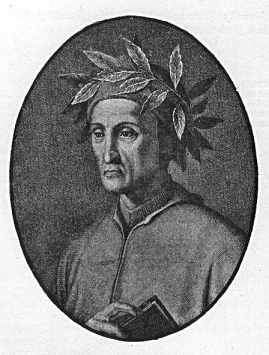
ダンテ・アリギエーリの諸作は近代イタリア語の成立に大きく貢献した

統一当初、正式な標準イタリア語（「文学的なトスカーナ方言」という表現もある）は貴族や学者など上流階級のみで話されており、民衆は中部イタリア語系の俗語・方言か、系統の違うナポリ語などを話していた。イタリア政府は国民意識の更なる向上のため、フランスの政策を参考に方言の廃止と標準語の浸透を国家政策として進めた。現在、イタリア国民のほとんどがこの標準イタリア語を理解できる。しかし言語の統一は民族主義的な思想へと繋がり、第一次世界大戦においては「イタリア語の響きが聞こえる全ての土地」をイタリア民族の下に統一しようとする民族思想（イリデンティズム）が盛んになる。ラテン語から最も近いトスカーナ方言をベースにしたイタリア語（ラテン語との同一性は75%に達する）の響きを持つということは、全てのラテン語圏を指すのと同義であり、これが二度の世界大戦への参加を促す結果を生み出してしまった。
- 960年 - 『カプアの判決文』の中でイタリア語（現地方言）での証言を記録。
- 13世紀 - シチリア王国の宮廷において詩人が、プロヴァンス詩を真似てシチリア語で詩を作成。
- 1304年頃 - ダンテ、『俗語論』で俗語（イタリアで話される各言語）について記述（ラテン語論文）。
- 1321年 - ダンテによる『神曲』がイタリア語（フィレンツェ方言）で書かれる。
- 1349年 - 51年 - ボッカッチョによりデカメロンが執筆される。
- 1470年 - ペトラルカの『カンツォニエーレ』が出版される。
- 1513年 - 14年 - マキャヴェッリが君主論を執筆。
- 16世紀前半 - ピエトロ・ベンボが14世紀のフィレンツェ方言を、イタリア語の文語とするように主張。
- 1583年 - トスカーナ大公国のフィレンツェに言語研究のためのクルスカ学会が設立される。
- 1612年 - イタリア語初の国語辞典（Vocabolario）がクルスカ学会により出版される。これはフィレンツェ語を元にした。
- 1623年 - ガリレオ・ガリレイが、当時の共通語であるラテン語ではなくイタリア語で論文を出版。その後、多くの論文をイタリア語で出版した。
- 1821 - 40年 - ミラノ出身のアレッサンドロ・マンゾーニが、トスカーナ語を元に『いいなづけ』（I promessi sposi）を執筆。
- 1861年 - イタリア王国が成立。イタリア語を公用語とした。

各地を旅して興行が行われたオペラやコンメディア・デッラルテもイタリア語の普及に貢献した。

## 日本語との関係
イタリア語と日本語の関係は、ほとんど名詞を借用する程度の範囲にとどまっている。
ただ、近年の日本語において形容詞の最上級「～ッシモ」や住人を指す「～ネーゼ」（例：シロガネーゼ）のようなイタリア語の派生語作成法が取り入れられる現象も存在する。

### イタリア語から日本語
イタリア語から日本語に取り入れられた語は、階名のドレミや演奏記号などの音楽用語が多い。イタリア料理の流行に伴い、スパゲッティやティラ・ミ・スなどの語も一般的である。
また、自動車の名前には古くから、近年には建物名やファッション等にイタリア語の単語が使用されている。
イタリアでサッカーが盛んであることから、日本のサッカークラブではイタリア語の単語もしくはそれをもじった造語をクラブ名の一部として使用することが多い。
イタリア語から日本語の外来語に転じた語。ただし音楽、食べ物の単語は除く。
- カリスマ (carisma) - イタリア語での発音はカリズマ。英語を通じて。
- フレスコ (fresco) - 美術用語をつうじて、affrescoの略語。イタリア語での発音はアッフレスコ。
- パルコ (parco) - 公園
- マドンナ (madonna) - 聖母マリア。昔は我が女を意味した。
- インフルエンザ (influenza) - イタリア語での発音はインフルエンツァ。
- カジノ (casino) - 元々は小屋の意味。フランス語を通じて。
- ゲットー (ghetto) - 元々はヴェネツィアの地名。イタリア語での発音はゲット。
- ゼロ (zero) - アラビア語からイタリア語で現在の形に。英語を通じて。
- ソロ (solo) - 音楽用語を通じて、グループ活動に対して1人の意。
- テンポ (tempo) - 音楽用語を通じて。イタリア語では天候なども表すが、日本語では時間の進み方の意味だけ。
- チャオ (ciao) - イタリア語ではくだけた関係での挨拶で、出会いと別れの両方に使用し、日本語でも砕けた挨拶に使用する。ヴェネツィア語の奴隷が起源。
- トトカルチョ (totocalcio) - イタリア語の「サッカーくじ」が転じて闇賭け試合
- パパラッチ (paparazzi) - イタリア語ではパパラッツィ。単数形はパパラッツォ (paparazzo)
- ビエンナーレ (biennale) - 二年毎に行われる展覧会
- トリエンナーレ (triennale) - 三年毎に行われる展覧会
- ファッショ (fascio) - ファシズムの人
- ブラヴォー (bravo) - イタリア語での発音はブラーヴォで、イタリア語では声をかける対象の性数により語尾変化する。日本語へは、フランス語を介して輸入されたとみなされている。
- プリマ・ドンナ (prima donna) - 演劇などで主役の女性。イタリア語では大統領夫人などにも使用される。
- マフィア (mafia)
- マニフェスト (manifesto) - 英語を通じて
- モットー (motto) - イタリア語での発音はモット。
- モンテネグロ (Montenegro) - 国名。ヴェネツィア語から。

### 日本語からイタリア語
イタリア語における外来語は徐々にイタリア語風の綴りになる傾向があり、日本語からの外来語も例外ではない。括弧内は語源
- cachi、kaki（柿）- 外来語とは知らずに単数形を caco だと思っている人が多い。
- chimono、kimono（着物）- 複数形が kimoni に変化する。
- gheiscia、geisha（芸者）-着物のように複数形がgeisheに変化する。
- kamikaze（神風）- 神風特別攻撃隊の略称「神風」が転じて「自爆テロ」を指す。
- manga（漫画）- 日本風の漫画（fumetto giapponese）に限定して使用する。その他の漫画は fumetto を使用する。
- shiatsu、shazu（指圧）
- tatami（畳）- tatamo という単数形ができつつある。
- gomasio（ごま塩）

### イタリア語の日本語表記時の表記の揺れ
イタリア語の日本語表記を参照。

## 検定試験
日本における検定試験としては、イタリア語検定協会が実施している、年に二回行われている実用イタリア語検定がある。
なお、イタリアの大学、高等教育機関入学資格取得を目指す外国人は、イタリア外務省より国際的な公式資格として認定されているCLIQ (イタリア語検定良質基準・Certificazione Lingua Italiana di Qualità)のペルージャ外国人大学、シエーナ外国人大学、ローマ第三大学、ダンテ・アリギエーリ協会、これらの一つの組織による検定試験が必要となる。
CLIQ (イタリア語検定良質基準・Certificazione Lingua Italiana di Qualità)とは外国語として学習するイタリア語を検定するための統一基準である。
CLIQ委員会はイタリア外務省と協定を結び、下記の組織から構成されている。
- ペルージャ外国人大学（CELI検定試験）
- シエーナ外国人大学（CILS検定試験）
- ローマ第三大学（CERT.IT検定試験）
- ダンテ・アリギエーリ協会（PLIDA検定試験）

この基準は、EUが定める言語統一基準に適するものである。
ペルージャ外国人大学のCELIとシエナ外国人大学のCILSは、イタリア文化会館 を通じて受験でき、年に2回（CELIは6月と11月、CILSは6月と12月）主催されている。
また、ダンテ・アリギエーリ協会（Società Dante Alighieri） 主催のダンテ・アリギエーリ協会イタリア語検定も年に2回（5月と11月）行われている。過去の問題集はダンテ・アリギエーリ協会本部のホームページから閲覧できる。